# Riserva naturale di Magadan
La riserva naturale di Magadan (in russo Магаданский заповедник, Magadanskij zapovednik) è una zapovednik (riserva naturale integrale) russa suddivisa in quattro settori separati nell'oblast' di Magadan dell'Estremo Oriente russo, sulla costa settentrionale del mare di Ochotsk. I quattro settori sono molto distanti tra loro e presentano clima, topografia, flora e fauna differenti, ma sono tutti accomunati dal fatto di non possedere al loro interno né insediamenti né vie di comunicazione. I torrenti della regione costituiscono alcuni dei più estesi e incontaminati terreni di deposizione delle uova del salmone cane (Oncorhynchus keta) e del salmone argentato (O. kisutch). Un settore della riserva, l'isola di Jamskogo, ospita colonie di uccelli marini per un totale di 6 milioni di individui. Tra le specie presenti vi sono l'alca minore crestata (Aethia cristatella), l'uria comune (Uria aalge), l'uria dagli occhiali (Cepphus carbo), il pulcinella dai ciuffi (Fratercula cirrhata) e il pulcinella dal corno (F. corniculata). La riserva è situata nell'Ol'skij rajon dell'oblast' di Magadan. Di recente, una delle isole della riserva ha ricevuto la visita di un numero limitato di navi da crociera (per un totale di meno di 200 passeggeri) e sono allo studio progetti per incrementare l'ecoturismo educativo nell'area, pressoché inaccessibile.

## Geografia
Il più esteso dei quattro settori, Kava-Čelomdžinskogo (624456 ettari), si trova nell'angolo sud-occidentale dell'oblast' di Magadan. Il mare di Ochotsk lo separa dalle due più piccole riserve naturali regionali di Kava e Kavinskaja. Il secondo settore per dimensioni è Sejmčanskogo (117839 ettari), nell'entroterra, lungo il fiume Kolyma, a 520 km dalla città di Magadan. Il terzo settore è quello di Ol'skogo (103434 ettari) nella penisola di Koni, che si protende nel mare di Ochotsk. Il quarto settore è Jamskogo (38809 ettari), nel sud-ovest dell'oblast', a sua volta suddiviso in una parte costiera, una di pianura alluvionale e una insulare.

## Clima
La riserva di Magadan è situata nell'ecoregione della «tundra di montagna Čerskij-Kolyma», che comprende le regioni montuose della Siberia nord-orientale. È un'ecoregione caratterizzata da condizioni estreme di freddo e aridità.
Il clima è di tipo subartico senza stagione secca (Dfc secondo la classificazione dei climi di Köppen), caratterizzato da estati miti e inverni freddi e nevosi.

## Flora e fauna
Nel territorio della riserva sono state censite 729 specie di piante vascolari. La specie arborea principale è il larice (Larix gmelinii), cui seguono per quantità il pino nano siberiano (Pinus pumila) e una popolazione relitta di abete rosso siberiano (Picea obovata). Vivono qui 32 specie di pesci, più di 180 specie di uccelli, tra cui 150 specie nidificanti (particolarmente numerose sono le colonie di uccelli marini sulla costa), e circa 40 specie di mammiferi terrestri. Diffusi ovunque sono lo scoiattolo comune (Sciurus vulgaris), il tamia siberiano (Eutamias sibiricus), l'ermellino (Mustela erminea), la lepre variabile (Lepus timidus), lo zibellino (Martes zibellina) e l'arvicola boreale (Clethrionomys rutilus). Sulla costa ci sono colonie di mammiferi marini.

## Turismo
Trattandosi di una riserva integrale, la riserva di Magadan è per lo più inaccessibile al grande pubblico, anche se scienziati e persone mosse da scopi di «educazione ambientale» possono prendere accordi con la direzione del parco per effettuare visite. La riserva, tuttavia, mette a disposizione del pubblico la possibilità di effettuare escursioni ecoturistiche nel sito, ma i visitatori privati devono aggregarsi a un gruppo guidato da un ranger della riserva e ottenere in anticipo permessi scritti. Presso la sede principale della riserva, nella città di Magadan, c'è un centro visitatori aperto al pubblico.